# Mustakivi
Mustakivi is een subdistrict of wijk (Estisch: asum) in het stadsdistrict Lasnamäe in Tallinn, de hoofdstad van Estland. De wijk telde 19.396 inwoners op 1 januari 2020. De wijk grenst vanaf het noorden met de wijzers van de klok mee aan de wijken Kuristiku, Priisle, Seli, Väo en Tondiraba.
De naam betekent ‘zwarte steen’. Vermoedelijk lag hier vroeger een landgoed of nederzetting die zo heette.

## Geschiedenis

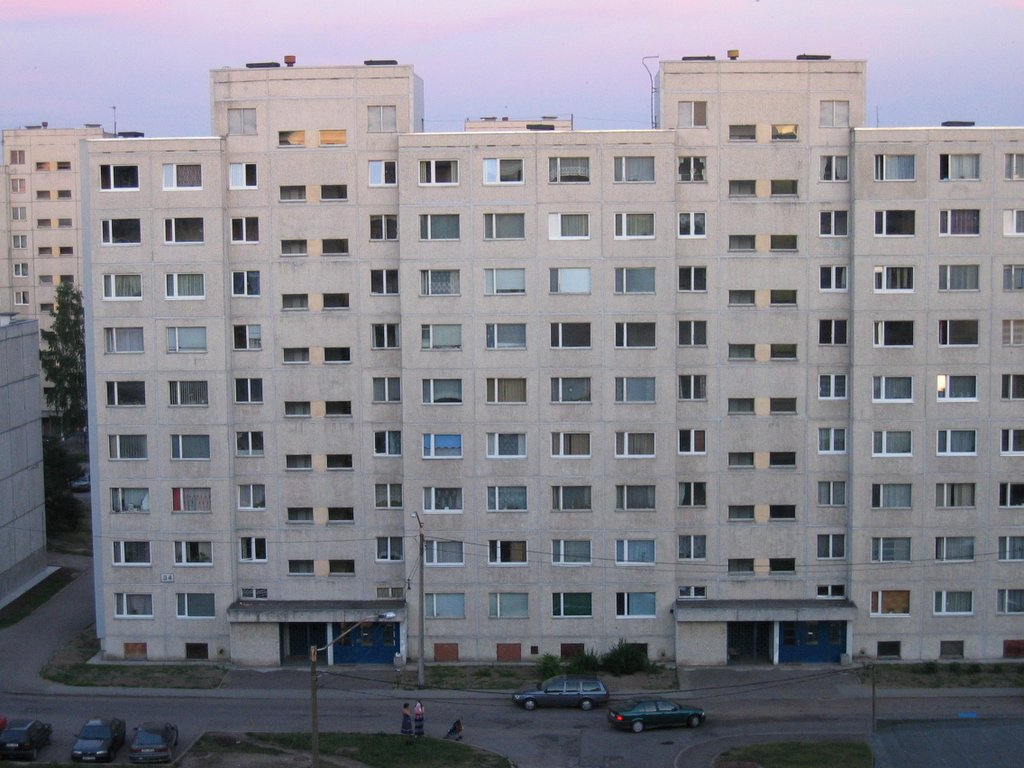
Hoogbouw in Mustakivi

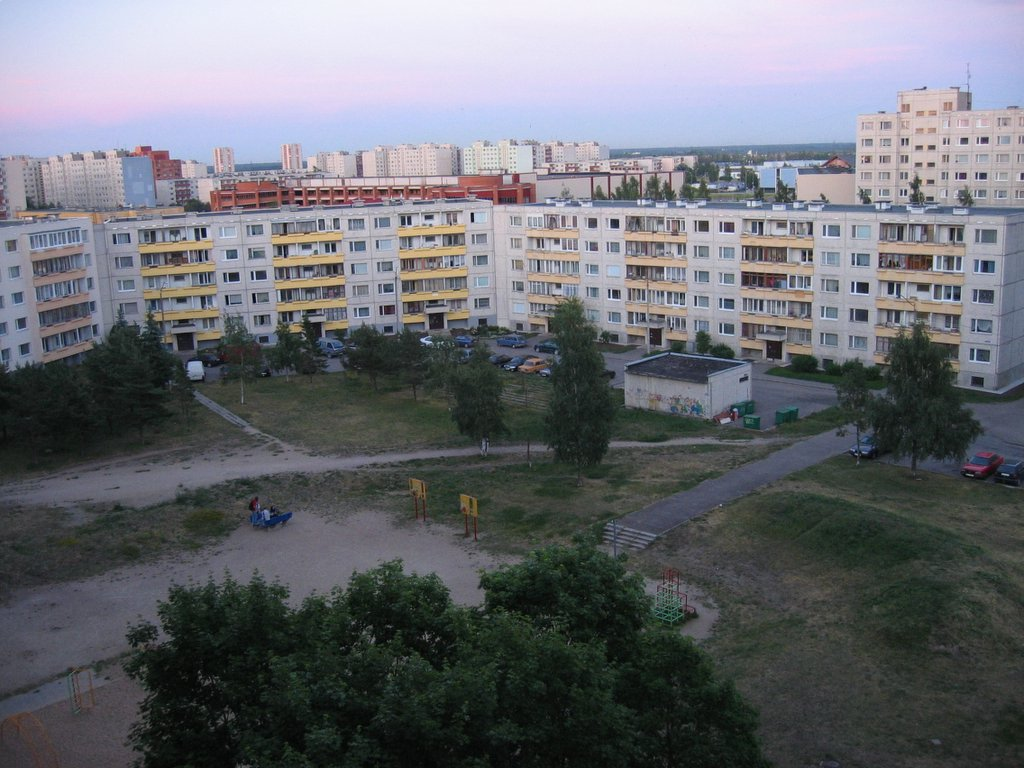
Flats rond een parkje

Mustakivi was eeuwenlang een gebied waar kalksteen werd gewonnen. Lasnamäe is een groot kalksteenplateau. Pas in de jaren zeventig en tachtig van de 20e eeuw werd in het noorden van Lasnamäe, en dus ook in Mustakivi, gebouwd. Het werden flatwijken in de vorm van kleine groepjes geprefabriceerde huizenblokken (microdistricten), onderling gescheiden door doorgaande wegen. In Mustakivi varieert de bebouwing van flats van zes woonlagen tot  woontorens van zeventien woonlagen. De hoogbouw was bedoeld voor de vele immigranten van buiten Estland die zich in Tallinn vestigden. Nog steeds spreekt de meerderheid van de bevolking van Lasnamäe Russisch.
Na het herstel van de Estische onafhankelijkheid in 1991 zijn veel van de flats opgeknapt. Er kwam nog maar weinig bebouwing bij en die bestond doorgaans uit kantoorgebouwen.

## Voorzieningen
De wijk heeft een middelbare school, die merkwaardig genoeg het Tallinna Kuristiku Gümnaasium heet. Russisch en Engels zijn er verplichte vakken; de leerling kan er naar keuze Duits of Spaans bij nemen.
De wijk heeft ook een groot hotel, het Mahtra Hostel, en een winkelcentrum, Mustakivi keskus.

## Vervoer
De westgrens en de zuidgrens van de wijk lopen langs de wegen Mustakivi tee en Peterburi tee. Er lopen geen wegen langs de noord- en de oostgrens. Dwars door Mustakivi loopt de brede verkeersweg Laagna tee.
De Mustakvi tee heette tussen 1980 en 1989 de 21. Juuli tee. Op 21 juli 1940 werd na de bezetting van Estland door de Sovjet-Unie de Estische Socialistische Sovjetrepubliek uitgeroepen.
Verschillende buslijnen komen door Mustakivi.